# Marie Frederikke af Hessen-Kassel
Marie Frederikke af Hessen-Kassel (14. september 1768 – 17. april 1839) var en tysk prinsesse af Hessen-Kassel, der var fyrstinde og fra 1807 hertuginde af Anhalt-Bernburg fra 1796 til 1834.
Hun var datter af landgreve Vilhelm 9. af Hessen-Kassel og prinsesse Vilhelmine Caroline af Danmark. Hun var gift med hertug Alexius Frederik Christian af Anhalt-Bernburg.

## Eksterne links
- Wikimedia Commons har flere filer relateret til Marie Frederikke af Hessen-Kassel